# Pierwszy rząd Mette Frederiksen
Pierwszy rząd Mette Frederiksen – rząd Królestwa Danii istniejący od 27 czerwca 2019 do 15 grudnia 2022, będący mniejszościowym rządem tworzonym przez Socialdemokraterne.
Gabinet zastąpił trzeci rząd Larsa Løkke Rasmussena. Powstał po wyborach parlamentarnych w 2019, w których kierowani przez Mette Frederiksen socjaldemokraci uzyskali najwięcej mandatów, otrzymując około 26% głosów. Jednocześnie blok lewicowych partii wspierający to ugrupowanie zdobył większość parlamentarną. W związku z tym Mette Frederiksen przystąpiła do próby utworzenia rządu. Negocjacje trwały kilka tygodni. Ostatecznie ustalono, że socjaldemokraci powołają monopartyjny gabinet mniejszościowy, a ich tradycyjni koalicjanci (Socjalistyczna Partia Ludowa, Det Radikale Venstre i Czerwono-Zieloni) zadeklarowali wsparcie w parlamencie. Skład rządu z Mette Frederiksen jako premierem został przedstawiony 27 czerwca 2019, tego samego dnia został on zaprzysiężony, rozpoczynając urzędowanie.
W listopadzie 2022 w Danii odbyły się przedterminowe wybory parlamentarne, w grudniu tegoż roku zawiązała się nowa koalicja rządowa. 15 grudnia 2022 rząd został zastąpiony przez drugi gabinet dotychczasowej premier.

## Skład rządu
- premier: Mette Frederiksen
- minister finansów: Nicolai Wammen
- minister spraw zagranicznych: Jeppe Kofod
- minister sprawiedliwości: Nick Hækkerup (do maja 2022)[6], Mattias Tesfaye (od maja 2022)[6]
- minister spraw społecznych i spraw wewnętrznych: Astrid Krag (do stycznia 2021)[7]
- minister spraw społecznych i osób starszych: Astrid Krag (od stycznia 2021)[7]
- minister ds. podatków: Morten Bødskov (do lutego 2022), Jeppe Bruus Christensen (od lutego 2022)[8]
- minister ds. klimatu, energii i zaopatrzenia: Dan Jørgensen
- minister ds. żywności, rybołówstwa, równouprawnienia i współpracy nordyckiej: Mogens Jensen (do listopada 2020)[9]
- minister żywności, rolnictwa i rybołówstwa: Rasmus Prehn (od listopada 2020)[9]
- minister zdrowia i ds. osób starszych: Magnus Heunicke (do stycznia 2021)[7]
- minister zdrowia: Magnus Heunicke (od stycznia 2021)[7]
- minister transportu: Benny Engelbrecht (do lutego 2022)[8]
- minister transportu i ds. równouprawnienia: Trine Bramsen (od lutego 2022)[8]
- minister ds. pomocy rozwojowej: Rasmus Prehn (do listopada 2020)[9]
- minister ds. pomocy rozwojowej i współpracy nordyckiej: Flemming Møller Mortensen (od listopada 2020)[9]
- minister ds. dzieci i edukacji: Pernille Rosenkrantz-Theil
- minister obrony: Trine Bramsen (do lutego 2022), Morten Bødskov (od lutego 2022)[8]
- minister szkolnictwa wyższego i nauki: Ane Halsboe-Jørgensen (do sierpnia 2021), Jesper Petersen (od sierpnia 2021)
- minister ds. biznesu: Simon Kollerup
- minister ds. imigracji i integracji: Mattias Tesfaye (do maja 2022)[6], Kaare Dybvad (od maja 2022)[6]
- minister pracy: Peter Hummelgaard Thomsen (do listopada 2020 i od lutego 2022)[8]
- minister pracy i ds. równouprawnienia: Peter Hummelgaard Thomsen (od listopada 2020 do lutego 2022)[9][8]
- minister mieszkalnictwa: Kaare Dybvad (do stycznia 2021)[7]
- minister spraw wewnętrznych i ds. mieszkalnictwa: Kaare Dybvad (od stycznia 2021 do maja 2022)[7][6], Christian Rabjerg Madsen (od maja 2022)[6]
- minister środowiska: Lea Wermelin
- minister kultury i ds. kościelnych: Joy Mogensen (do sierpnia 2021), Ane Halsboe-Jørgensen (od sierpnia 2021)